# 小行星5304
小行星5304（5304 Bazhenov）是一颗绕太阳运转的小行星，为主小行星带小行星。该小行星于1978年10月2日发现。

## 轨道参数
小行星5304的轨道半长轴为2.9838461 UA，离心率为0.070。